# Limite de liquidez

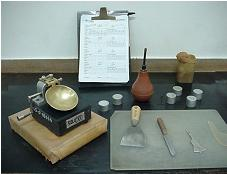
Aparelho de Casagrande (com sua concha), e as ferramentas e utensílios utilizados na determinação do Limite de Liquidez.

O limite de liquidez (LL) é o teor em água acima do qual o solo adquire o comportamento de um líquido.
A passagem do estado sólido para o estado líquido é gradual, por consequência, qualquer definição de um limite de fronteira terá de ser arbitrário.
É possível determinar o limite de liquidez de um solo através de dois dispositivos: a concha de Casagrande e o penetrómetro de cone.
O limite de liquidez é definido como o teor de umidade do solo com o qual uma ranhura nele feita requer 25 golpes para se fechar numa concha.